# Tabanus citripilosus
Tabanus citripilosus är en tvåvingeart som beskrevs av Schuurmans Stekhoven 1926. Tabanus citripilosus ingår i släktet Tabanus och familjen bromsar. Inga underarter finns listade i Catalogue of Life.